# Marcel Detienne
Marcel Detienne (* 11. Oktober 1935 in Lüttich, Belgien; † 21. März 2019 in Nemours, Frankreich) war ein belgischer Religionswissenschaftler, Altphilologe, historischer Anthropologe und Kulturkomparatist. Er war Basil Lanneau Gildersleeve Professor of Classics an der Johns Hopkins University und hat zusammen mit Jean-Pierre Vernant und Pierre Vidal-Naquet die sogenannte École de Paris der historischen Anthropologie begründet.

## Leben
Detienne wurde im Jahr 1960 an der École des Hautes Études zum Docteur en sciences religieuses, im Jahr 1965 an der Universität Lüttich zum Docteur en philosophie et lettres promoviert. Im Jahr 1964 begründete er mit Vernant und Vidal-Naquet das Centre de recherches comparées sur les sociétés anciennes in Paris. Im Jahr 1975 wurde Detienne zum directeur d'études en sciences religieuses an der École pratique des Hautes Études ernannt, an der er bis 1998 lehrte. Seit 1992 bis zu seiner Emeritierung hatte Detienne auch den Lehrstuhl für Klassische Philologie am Department of Classics der Johns Hopkins University, Baltimore.

## Werk
Ausgehend vom Strukturalismus Claude Lévi-Strauss’ hat Detienne zunächst eine historische Anthropologie des klassischen und archaischen Griechenlands entwickelt, später jedoch die komparatistische Perspektive betont, die sowohl andere Kulturen im Vergleich berücksichtigt als auch den kulturwissenschaftlichen Akt des Vergleichens untersucht.

## Schriften (Auswahl)
Monographien
- Homère, Hésiode et Pythagore: poésie et philosophie dans le pythagorisme ancien (1962)
- Crise agraire et attitude religieuse chez Hésiode (1963)
- De la pensée religieuse à la pensée philosophique (1963)
- Les Maîtres de vérité dans la Grèce archaïque (1967). Rezension von A. W. H. Adkins, Aletheia in Archaic Greece, in: Classical Review n. s. 21, 1971, 220–222
  - Englische Übersetzung: The Masters of Truth in Archaic Greece, tr. Janet Lloyd (1996)
- Les Jardins d'Adonis (1972)
  - Englische Übersetzung: The Gardens of Adonis, tr. Janet Lloyd (1977; 2. Aufl. 1994)
  - Deutsche Übersetzung: Die Adonis-Gärten. Gewürze und Düfte in der griechischen Mythologie, übers. von Gabriele und Walter Eder, Darmstadt: Wiss. Buchgesellschaft 2000, ISBN 3-534-14475-9
- Les ruses de l'intelligence: la métis des Grecs (mit Jean-Pierre Vernant, 1974)
  - Englische Übersetzung: Cunning Intelligence in Greek Culture and Society, tr. Janet Lloyd (1978)
- Dionysos mis à mort (1977)
  - Englische Übersetzung: Dionysos Slain, tr. Mireille & Leonard Muellener (1979)
- La cuisine du sacrifice en pays grec (mit Jean-Pierre Vernant et al., 1979)
  - Englische Übersetzung: The Cuisine of Sacrifice among the Greeks, tr. Paula Wissing (1989)
- L'invention de la mythologie (1981)
  - Englische Übersetzung: The Creation of Mythology, tr. Margaret Cook (1986)
- Dionysos à ciel ouvert (1986)
  - Englische Übersetzung: Dionysos at Large, tr. Arthur Goldhammer (1989)
  - Deutsche Übersetzung: Dionysos: göttliche Wildheit, übers. Gabriele und Walter Eder, München: dtv 1995, ISBN 3-423-04655-4, zuerst: Frankfurt am Main: Campus 1992, ISBN 3-593-34728-8
- Les Savoirs de l’écriture en Grèce ancienne (mit Georgio Camassa, 1988)
- L' écriture d'Orphée (1989)
  - Englische Übersetzung: The Writing of Orpheus: Greek Myth in Cultural Context, tr. Janet Lloyd (2003)
- La vie quotidienne des dieux grecs (mit Giulia Sissa, 1989)
  - Englische Übersetzung: The Daily Life of the Greek Gods, tr. Janet Lloyd (2000)
- Apollon le couteau à la main (1998)
- Comparer l'incomparable (2002)
  - Englische Übersetzung: Comparing the Incomparable, tr. Janet Lloyd (2008). Anzeige des amerikanischen Verlags
- Comment être autochtone: du pur Athénien au Français raciné (Paris: Seuil 2003)
- Qui veut prendre la parole? (2003)
- Les Grecs et nous. Anthropologie comparée de la Grèce ancienne (Paris: Éditions Perrin 2005), ISBN 2-262-03005-7
  - Englische Übersetzung: The Greeks and Us: A Comparative Anthropology of Ancient Greece, tr. Janet Lloyd (2007). Anzeige des amerikanischen Verlags

Herausgeberschaften
- Transcrire les mythologies: tradition, écriture, historicité (1994)
- Destin de Meurtriers (1996)